# Sukhoi Su-24
Sukhoi Su-24 (tiếng Nga: Су-24) (tên ký hiệu của NATO Fencer - kiếm sĩ) là một máy bay cường kích ném bom của Liên Xô ra đời vào giữa những năm 1970. Nó có thể bay trong mọi thời tiết, có 2 chỗ, 2 động cơ, đây là chiếc máy bay Xô Viết đầu tiên được trang bị hệ thống tích hợp số dẫn đường/tấn công, giống như loại General Dynamics F-111 Aardvark của Hoa Kỳ, dù Su-24 cũng có những khả năng tương đương với Panavia Tornado. Tới năm 2010 nó dần bị thay thế trong Không quân Nga bởi loại Su-34 tiên tiến hơn, nhưng nó vẫn hoạt động tích cực trong không quân nhiều quốc gia trên thế giới.

## Lịch sử
Su-24 bắt đầu được lên kế hoạch thiết kế chế tạo vào đầu những năm 1960, theo sau một sự đòi hỏi về một máy bay tấn công ném bom mới để thay thế cho Ilyushin Il-28 và Yakovlev Yak-28. Các bản vẽ kỹ thuật đã được hoàn thiện vào năm 1964, thiết kế này là một máy bay có thể bay trong mọi thời tiết, đạt tốc độ siêu âm ở độ cao thấp, và một khả năng dẫn đường và ném bom chính xác cao. Hơn nữa, các tướng lĩnh Không quân Xô Viết nhận thấy đây là một máy bay còn có thế thay thế được những máy bay cường kích hiện có của họ, nó chỉ cần một đường băng ngắn là có thể cất cánh và hạ cánh.

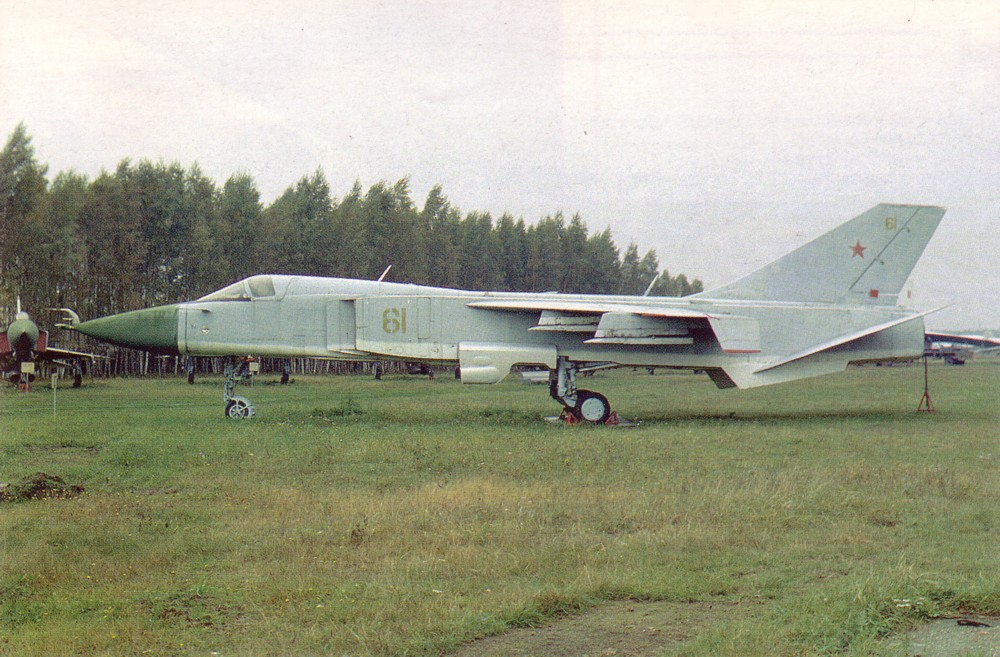
Mẫu T-6-1

Sukhoi cũng như đối thủ Mikoyan-Gurevich (lúc này cũng đang phát triển một máy bay chiến đấu mà sau này sẽ trở thành MiG-23), vào lúc đầu đã nghiên cứu khả năng của động cơ phản lực cho phép máy bay giảm bớt đường băng cất cánh. Mẫu đầu tiên có tên gọi là T-6-1, bay lần đầu tiên vào năm 1967, nó có cánh tam giác với động cơ nâng trong thân máy bay, tương tự như T-58VD 'Flagon-B', nhưng thiết kế này tỏ ra kém hiệu quả. Một phiên bản sửa đổi, T-6-2, không có những động cơ nâng trong thân, nhưng đã quay trở lại loại cánh bẻ xuống ở đầu cánh và có rãnh. Cánh này giống với loại BAC TSR-2 của Anh. Trong khi T-6-2 chứng minh nó có thể sử dụng dễ dàng, nhưng lực nâng của cánh thấp đã gây ra những thất bại trong thử nghiệm do không đạt yêu cầu.
Một giải pháp tốt hơn là loại cánh có hình dạng thay đổi được, cũng được ứng dụng trên Su-17 và Mikoyan-Gurevich 23-11 lúc đó. Mẫu thứ hai của Sukhoi được gắn một đôi cánh có thể thay đổi được hình dạng, có tên gọi là T-6-2IG. Nó bay lần đầu tiên vào năm 1970, và đã thử nghiệm thành công để đưa vào sản xuất hàng loạt, lúc đầu dưới tên gọi là Su-15M (tên gọi này đã bị dịch sai bởi những nhà phân tích quân sự Phương Tây, và nó còn nhầm lẫn với tên gọi Su-19 cho đên năm 1981).
Việc sản xuất Su-24 (tên ký hiệu của NATO là 'Fencer-A') được tiến hành khẩn trương và nó bay lần đầu tiên vào tháng 12-1971, và bắt đầu phục vụ vào năm 1974. NATO không có một bức ảnh tình báo rõ ràng nào về Su-24 cho đến khi một trung đoàn được triển khai đến Đông Đức 5 năm sau đó vào năm 1979, và với những khả năng của mình, Fencer đã gây ra những mối lo sợ trong các nhà phân tích quân sự Phương Tây lúc đó, giống như MiG-25 Foxbat. Nó là một máy bay chiến đấu tinh vi nhất trong trang bị của Liên Xô cho đến nay, Su-24 đã trải qua những vấn đề khác nhau, nhưng nó rất được các phi công yêu thích. Mặc dù được biết đến với tên gọi Fencer ở Phương Tây, nhưng các phi công Liên Xô lại đặt cho nó cái tên là Chemodan (чемодан, va li) vì khả năng mang vũ khí và tính linh hoạt của nó.
Su-24 được cải tiến nhiều lần và có các phiên bản nâng cấp khác nhau, và các phiên bản này lại được NATO gọi với các tên khác nhau (dù trong trang bị của Liên Xô, chúng vẫn có cùng tên gọi như nhau). Một phiên bản nâng cấp phát triển được sử dụng rộng rãi là Su-24M (tên ký hiệu của NATO là 'Fencer-D'), bắt đầu được sản xuất vào năm 1978. Su-24M được biên chế trong các đơn vị vào năm 1983. 2 phiên bản chuyên dụng khác là Su-24MR ('Fencer-E' - phiên bản trinh sát) và Su-24MP ('Fencer-F' - phiên bản thu thập ELINT), được phát triển từ Su-24M.
Một phiên bản xuất khẩu của Su-24M là Su-24MK (K là kommercheskiy - thương mại), được bán cho vài khách hàng nước ngoài. 10 chiếc được bán cho Algérie, 15 chiếc cho Lybia và 12 chiếc cho Syria. Tổng cộng 32-33 chiếc Su-24MK đã được bán cho Iran và Iraq, nhưng nguồn tin không rõ ràng. Những thông tin của Nga công bố 9 chiếc được bán cho Iran và 24 chiếc cho Iraq, hiện tại đều đang hoạt động trong không quân Iran. Iran nói rằng họ có 14 chiếc và thu được 16-18 chiếc của Iraq, những chiếc máy bay này đã chạy trốn khỏi Iraq khi Chiến tranh vùng Vịnh nổ ra năm 1991.
Su-24 Fencer dần bị thay thế bởi một máy bay chiến đấu ném bom khác của Sukhoi là Su-34 'Fullback' hoặc một máy bay hiện đại nào đó kể từ thập niên 2010.

## Miêu tả
Hình dạng khí động học của Su-24 tương tự như máy bay chiến đấu cùng thời MiG-23 'Flogger', mặc dù về thực chất thì Su-24 lớn hơn. Nó có cánh ở nửa phía trên của thân, cánh của Su-24 có một đoạn nhỏ gắn cố định trên thân, còn phần cánh còn lại có thể chuyển động. Phần cánh còn lại có thể di chuyển đên 4 góc khác nhau: 16° để cất cánh và hạ cánh, 35° và 45° cho bay tuần tiễu tại những độ cao khác nhau, và 69° cho tỷ lệ tối thiểu giữa cánh và diện tích cho sự lao tới ở độ cao thấp. Cánh cụp cánh xòe cung cấp khả năng thực hiện thao tác STOL hoàn hảo, cho phép tốc độ hạ cánh đạt 230 km/h (143 mph), thậm chí thấp hơn cả Su-17 'Fitter' dù Su-24 có trọng lượng cất cánh lớn hơn nhiều. Lực nâng cánh cao cung cấp một sự vững chắc ổn định khi bay và hạn chế tối đa các rung động khi có gió mạnh, nhưng theo báo cáo thì Su-24 có phần nào hơi khó bay.
Những lo sợ ở Phương Tây về Fencer có lẽ là từ động cơ phản lực hiệu quả của Su-24, với động cơ hoạt động hiệu quả đã khiến cho tầm hoạt động của Su-24 tăng lên. Thật ra, Su-24 có 2 động cơ phản lực đốt lần hai loại Saturn/Lyulka AL-21F-3A có công suất 109.8 kN (24.700 lbf) mỗi chiếc. Những động cơ này đưa đến một hiệu suất hoàn hảo, nhưng lại tiêu thụ nhiều nhiên liệu hơn những động cơ khác. Nó cũng khá đắt để sản xuất và bảo dưỡng.
Su-24 có 2 khe lấy không khí được thiết kế ở 2 bên thân, không giống như Su-17 ở mũi. Fencer-A có những khe lấy không khí có thể thay đổi được độ dốc, cho phép Su-24 đạt tốc độ tối đa là 2.320 km/h (1.440 mph), Mach 2.18, trên độ cao là 17.500 m (57.400 ft). Vì Su-24 được sử dụng trong các nhiệm vụ tầm thấp, nên những cơ cấu truyền động để thay đổi độ dốc ở khe lấy không khí đã được loại bỏ để giảm trọng lượng và bảo dưỡng. Điều này không có hiệu quả ở hiệu suất bay ở độ cao thấp, nhưng tốc độ cực đại tuyệt đối và độ cao đạt được ở mức Mach 1.35 và 11.000 m (36.100 ft). Những chiếc Fencer-A đầu tiên có một cái hộp ở sau thân máy bay, và nó nhanh chóng bị thay thế trong sản xuất bằng một bộ phận chứa dù ở phía sau, bộ phận dù sẽ được bung ra khi máy bay hạ cánh để giảm bớt lực kéo. Máy bay cũng được sửa lại để tăng thêm 3 chiếc ăng-ten đặt cạnh nhau ở mũi, một bộ phận hãm bằng dù cố định, và một bộ nạp không khí ở cánh đuôi đứng. Máy bay cải tiến này được NATO gọi với tên 'Fencer-B', nhưng không xứng đáng là một tên gọi Xô Viết mới.
Su-24 có 2 ghế được đặt cạnh nhau (giống như F-111, 1 phi công và một sĩ quan điều khiển hệ thống vũ khí. Hệ thống điện tử hiện đại nhất từng được sử dụng ở Liên Xô, với một hệ thống tích hợp đầu tiên của Liên Xô, và hệ thống máy tính hóa dẫn đường/tấn công. Những chiếc Su-24 đầu tiên mang vũ khí tấn công và radar địa hình riêng biệt, cùng với một bộ dẫn đường Doppler.
Máy bay có thể hoạt động cả ở chế độ thủ công, bán tự động (phi công thực hiện các lệnh của máy tính), và hoàn toàn tự động. Các nhà thiết kế đã tạo ra một tổ hợp độc đáo để giải quyết các nhiệm vụ chiến lược — chiến thuật, kết hợp cả các chức năng của máy bay cường kích, trinh sát và gây nhiễu. Su-24 có thể thực hiện các động tác nhào lộn trên không, cơ động để tránh hỏa lực đối phương, đây là một khả năng vượt trội so với các máy bay cường kích cũ hơn như Ilyushin Il-28, Su-17.
Vũ khí trang bị của Su-24 là một pháo đơn bắn nhanh GSh-6-23 với 500 viên đạn, gắn ở dưới bụng. Không giống như MiG-27 'Flogger-J' đặt pháo ở bên ngoài, Su-24 có một cửa chớp để khi không sử dụng súng thì đóng lại. Nó có 8 điểm treo vũ khí (2 dưới phần khớp quay cánh, 2 dưới cánh ngoài và 4 dưới thân máy bay) có thể mang đến 8.000 kg (17.600 lb) vũ khí, bao gồm các vũ khí hạt nhân khác nhau. 
Do được thiết kế là máy bay cường kích nên khả năng không chiến của Su-24 là tương đối yếu, nó thường được máy bay tiêm kích bay kèm để hộ tống. Trong trường hợp không có tiêm kích hộ tống, Su-24 có thể mang theo 2 hoặc 4 tên lửa dẫn đường hồng ngoại tầm ngắn R-60 (NATO AA-8 'Aphid') để tự vệ. Tuy nhiên do tầm bắn của AA-8 khá ngắn nên Su-24 được khuyến cáo chỉ nên giao chiến với máy bay vận tải, cường kích hoặc trực thăng chứ không nên tìm cách không chiến với máy bay tiêm kích đối phương.
Những chiếc Su-24 ban đầu chỉ có hệ thống chống gây nhiễu điện tử yếu ớt, với nhiều chiếc thuộc phiên bản 'Fencer-A' và 'Fencer-B' bị hạn chế với radar cảnh báo đã cũ Sirena không có hệ thống phân tích. Những chiếc Su-24 sản xuất sau này có những radar cảnh báo thông minh, cảnh báo tên lửa và trang bị EMC tích cực, với những ăng-ten tam giác trên cạnh của đầu vào không khí và đỉnh của cánh đuôi đứng. Những chiếc Su-24 này có tên gọi là 'Fencer-C', dù lần nữa nó không có một tên gọi riêng biệt ở Liên Xô. Một vài chiếc 'Fencer-C' và Su-24M 'Fencer-D' sau đó có cánh lớn hơn nên được trang bị những mảnh kim loại gây nhiễu hoặc pháo sáng gây nhiễu.
Trong thời kỳ Chiến tranh Lạnh, Su-24 là phản ứng của Liên Xô đối với việc Mỹ nghiên cứu chế tạo máy bay cường kích F-111 và châu Âu trang bị máy bay chiến đấu ném bom Panavia Tornado.

## Quá trình hoạt động
Liên Xô sử dụng một số chiếc Su-24 trong chiến tranh Afghanistan năm 1984, và Fencer được trong thấy trong các phi vụ trong xung đột Chechnya những năm 1990. Khả năng ném bom chính xác của nó đã gây ra những tranh cãi, vì nó thường chỉ sử dụng bom thông thường chứ không phải bom thông minh trong các cuộc xung đột này.
Khoảng 1.400 chiếc Su-24 thuộc mọi phiên bản đã được sản xuất. Một phần lớn số lượng Su-24 của Liên Xô đã được chuyển đến phục vụ trong không quân các nước Azerbaijan, Belarus, Kazakhstan, Nga, Uzbekistan và Ukraina. Tới năm 2000, có 577 chiếc đang hoạt động trong biên chế các đơn vị ở Nga, chia ra 447 chiếc thuộc Không quân Nga và 130 chiếc thuộc Hải quân Nga, số Su-24 này dần bị thay thế bởi loại máy bay Su-34 tiên tiến hơn. Tới năm 2008, còn khoảng 415 chiếc phục vụ trong quân đội Nga, gồm 321 chiếc thuộc Không quân Nga và 94 chiếc thuộc Hải quân Nga. Tới năm 2017, còn khoảng 177 chiếc phục vụ trong quân đội Nga, gồm 159 chiếc thuộc Không quân Nga và 18 chiếc thuộc Hải quân Nga.
Trong cuộc chiến tranh với Gruzia năm 2008, mọi máy bay ném bom của Nga, kể cả Su–24 chỉ sử dụng các vũ khí cũ như bom phá thông thường và tên lửa không điều khiển. Muốn vậy máy bay phải bay đến cách mục tiêu 2–3 km và nằm lọt trong vòng ngắm của lưới lửa phòng không. Theo chuyên gia quân sự Anton Lavrov nói với báo Izvestia rằng: "Không quân Nga hiện có nhiều Su–24. Chúng rơi đều đều, riêng năm 2012 đã rơi ba chiếc, nhưng vẫn đủ cho mấy năm tới. Lại còn có Su–24M đã được trang bị tổ hợp ngắm mới SVP–24, cũng như Su–24M2" nên việc chậm cung cấp Su-34 theo chuyên gia Anton Lavrov cũng không đến nỗi nghiêm trọng.
Từ năm 2000 đến 2012, Nga đã tổn thất 16 chiếc Su-24 do sự cố. Cùng với thân máy bay lão hóa, điều khiển những chiếc Su-24 còn đang hoạt động trở nên nguy hiểm, xu thế nghỉ hưu khó tránh khỏi. Nhiều quốc gia sử dụng Su-24 trong 10 năm qua đã cho loại máy bay này nghỉ hưu, do họ không thể gánh được chi phí hoạt động và bảo trì đắt đỏ, chỉ có Nga còn đang bảo trì một số máy bay Su-24 còn chưa quá cũ của nước này
Trong cuộc nội chiến Syria nổ ra từ năm 2012, quân đội Syria đã sử dụng Su-24 để chống lại phiến quân. Tuy nhiên tất cả phi đội Su-24 của Syria đều là phiên bản xuất khẩu Su-24MK đã cũ, chúng không được trang bị bom/tên lửa dẫn dường, cũng không được tích hợp bất kỳ hệ thống đối kháng điện tử hiện đại nào như phiên bản Su-24M2 mà Nga trang bị.
Năm 2015, Su-24 được Nga sử dụng trong cuộc nội chiến Syria với nhiệm vụ ném bom các mục tiêu mặt đất, yểm trợ trên không cho quân đội Chính phủ Syria chống lại quân nổi dậy. Những chiếc Su-24M và Su-25SM nâng cấp của Nga đã được trang bị một hệ thống định vị mục tiêu mới SVP-24 Gefest. SVP-24 phân tích dữ liệu từ hệ thống định vị vệ tinh GLONASS hoặc máy bay cảnh báo sớm để xác định vị trí của máy bay và mục tiêu, tự động tính toán mức áp suất khí quyển, độ ẩm không khí, tốc độ gió, tốc độ bay và một số yếu tố khác để tính toán hướng bay, tốc độ và độ cao của việc ném bom, sau đó khi máy bay sẽ tiến hành ném bom ở chế độ gần như tự động. SVP-24 cho phép giảm tối thiểu sai số khi bom rơi (khi bom được thả ở độ cao 6.000m thì độ chệch mục tiêu chỉ khoảng 4-7 mét), độ chính xác đạt được tương tự như trên các loại bom thông minh của Nga và Phương Tây hiện tại. Với hệ thống ngắm mục tiêu này, máy bay Su-24 của Nga đã có khả năng ném bom thông thường với độ chính xác như bom thông minh. Các hệ thống như SVP-24 đã giúp Nga giảm đáng kể chi phí cho các hoạt động quân sự tại Syria mà vẫn đảm bảo độ chính xác khi tấn công, khi mà mỗi quả bom hay tên lửa dẫn đường thông minh thường có giá cao gấp hàng chục lần bom thông thường.
Máy bay Su-24 đã thể hiện tốt khả năng hoạt động bền bỉ, dễ bảo trì trong điều kiện thời tiết khắc nghiệt. Tại Syria năm 2016, máy bay Nga đã tiến hành khoảng 70-80 cuộc không kích mỗi ngày, mỗi máy bay đã phải tham gia vào ít nhất một phi vụ mỗi ngày. Trong khi liên quân do Mỹ đứng đầu có khoảng 180 máy bay và thực hiện khoảng 19,68 phi vụ mỗi ngày, như vậy là mỗi máy bay Mỹ chỉ tham gia 1 phi vụ mỗi 10 ngày.

## Biến thể
- T-6-1: mẫu đầu tiên với cánh tam giác.
- T-6-2: cánh bẻ xuống ở đầu cánh và có rãnh.
- T-6-2IG: mẫu thứ 3 được lắp cánh cụp cánh xòe.
- Su-24 {'Fencer-A'}: phiên bản chính thức đầu tiên.
- Su-24 {'Fencer-B'}: phát triển thân hoàn chỉnh.
- Su-24 {'Fencer-C'}:
- Su-24M ('Fencer-D'): một phiên bản Fencer nâng cấp bắt đầu phát triển vào giữa những năm 1970. bay lần đầu tiên vào năm 1976 và được biên chế vào năm 1983, phần buồng lái phía trước được làm dài thêm 0.76m, thêm vào một cần tiếp nhiên liệu trên không có thể thu vào được, và một mái che ngắn cho loại radar tấn công mới 'Orion-A'. Nó có thể được nhận dạng nhờ vào một que gồm ba nhánh ở mũi máy bay. Radar tấn công mới được thích hợp với radar địa hình Relyef và hệ thống điều khiển bay tự động SAU-6M1, cho phép máy bay có thể tự động bay ở độ cao thấp. Một hệ thống dẫn đường quán tính mới PNS-24M và máy tính cũng được thêm vào. Một hệ thống dẫn đường bằng laser/TV (tương tự như hệ thống Pave Tack của Mỹ) cũng được gắn vào phần dư ra ở phía dưới cạnh thân máy bay tương thích với những vũ khí được điều khiển, bao gồm bom điều khiển laser và bom điều khiển TV, và tên lửa Kh-14 (AS-12 'Kegler') và Kh-59 (AS-13 'Kingbolt'), và cả với tên lửa và bom không điều khiển. Những hệ thống mới đã làm giảm sứ chứa nhiên liệu bên trong tới 85 lít (22.4 gallon).
- Su-24BM:
- Su-24MM: Su-24M với động cơ Saturn AL-31.
- Su-24MK ('Fencer-D'): phiên bản xuất khẩu của Su-24M (một số phục vụ trong các trung đoàn không quân của các quốc gia thuộc khối SNG), chuyến bay đầu tiên vào năm 1987, về cơ bản giống với Su-24M, nhưng với hệ thống điện tử yếu hơn. Và không có hệ thống tiếp nhiên liệu trên không.
- Su-24K:
- Su-24bis:
- Su-24MR ('Fencer-E'): phiên bản trinh sát chiến thuật, bay lần đầu tiên vào tháng 9-1980 và bắt đầu phục vụ năm 1985. Nó giữ lại một số hệ thống của Su-24M như hệ thống dẫn đường, bao gồm radar địa hình, nhưng lại loại bỏ radar tấn công Orion-A, hệ thống laser/TV, và pháo, thay vào đó là 2 camera toàn cảnh, camera TV 'Aist-M' ('Stork'), radar cảnh báo trên không RDS BO 'Shtik' ('Bayonet') (SLAR), và hệ thống trinh sát hồng ngoại 'Zima' ('Winter'). Những cảm biến khác được mang trong những mẫu dạng pod.
- Su-24MP ('Fencer-F'): phiên bản ELINT, người ta có ý định thay thế Yak-28PP 'Brewer-E' bằng phiên bản này. Nó bay lần đầu tiên vào tháng 12-1979. Su-24MP được thêm vào những ăng-ten bổ sung cảm biến thu lượm thông tin tình báo, bỏ qua hệ thống laser/TV, nhưng giữ lại pháo và 4 tên lửa không đối không R-60 (AA-8) để phòng không. Chỉ có một số lượng nhỏ được chế tạo (12 đến 20 chiếc).
- Su-24M2: phiên bản nâng cấp từ Su-24M và Su-24MK, chuyến bay đầu tiên vào năm 2001, trang bị hệ thống GPS, nâng cấp màn hình buồng lái với màn hình đa chức năng MFDs), HUD, bản đồ chuyển động số, hệ thống hiển thị trên mũ phi công, và các vũ khí dẫn đường mới, bao gồm tên lửa không đối không R-73 (AA-11 'Archer').
- Su-24MK2: phiên bản xuất khẩu Su-24M2 cho Algeri.
- Su-24MRK2: phiên bản Su-24MR xuất khẩu cho Algeri dựa trên Su-24M2.

## Các nước sử dụng

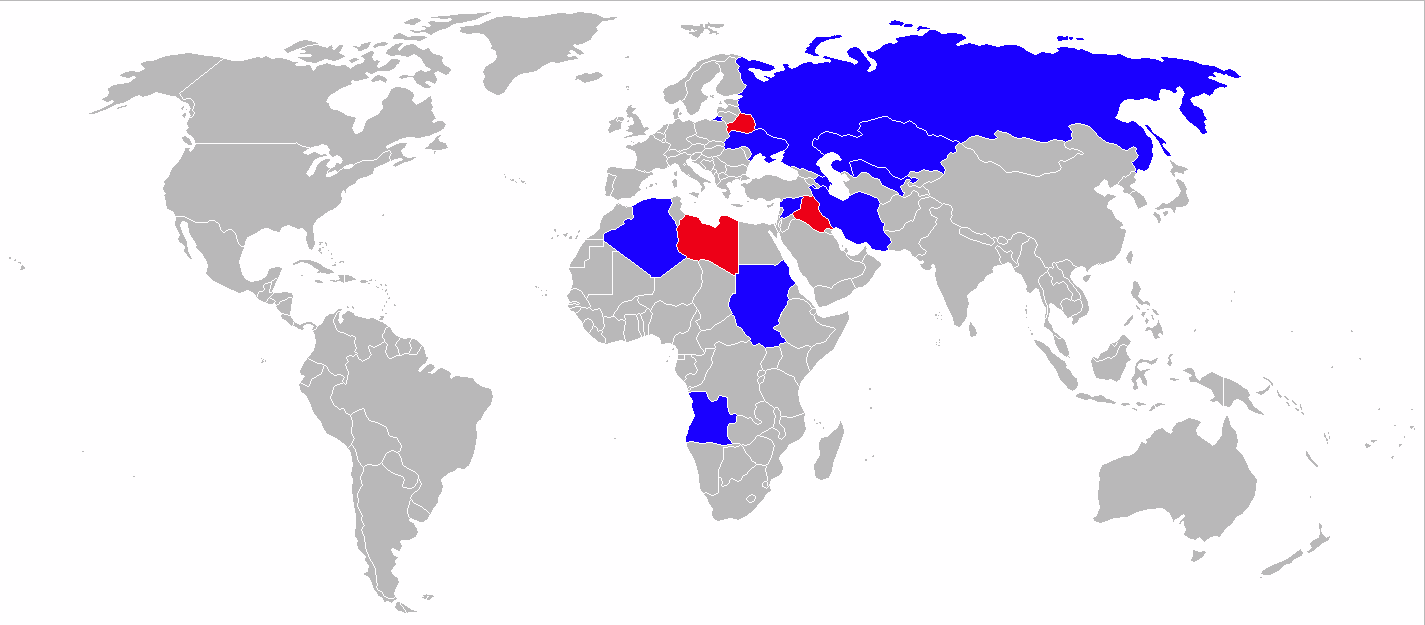
Bản đồ các nước sử dụng Su-24

- Afghanistan: 15 chiếc Su-24MK được sơn màu sơn của Không quân Afghanistan trong suốt những năm 1980, thật chất là những máy bay Xô Viết, và chúng rút khỏi Afghanistan năm 1989.
- Algérie: mua 44 chiếc.
- Azerbaijan:
- Belarus:
- Iran: 9 đến 14 chiếc được mua bởi không quân nước này, và sau đó 18 chiếc nữa từ Iraq đào thoát chạy sang Iran.
- Iraq: 18 đến 24 chiếc được mua (không phục vụ từ năm 2003).
- Kazakhstan:
- Libya: 15 chiếc.
- Liên Xô: chuyển cho các nước cộng hòa sau khi tan rã.
- Nga: khoảng 177 chiếc vẫn đang phục vụ vào năm 2017, 159 chiếc trong Không quân Nga và 18 chiếc trong Hải quân Nga.
- Syria: 20 chiếc vào năm 2013.
- Ukraina: khoảng 200 chiếc được chuyển lại từ Liên Xô. Tới năm 2018 chỉ còn khoảng 23 chiếc đang hoạt động.
- Uzbekistan:

## Thông số kỹ thuật (Su-24M)

Hình chiếu Su-24

### Đặc điểm riêng
- Phi đoàn: 2 (phi công và sĩ quan điều khiển vũ khí)
- Chiều dài: 22.67 m (80 ft 6 in)
- Sải cánh: 17.63 m cánh xòe, 10.36 m cánh cụp tối đa (57 ft 10 in / 34 ft 0 in)
- Chiều cao: 6.19 m (20 ft 3 in)
- Diện tích: 55.2 m² (594 ft²)
- Trọng lượng rỗng: 22.300 kg (49.160 lb)
- Trọng lượng cất cánh: 35.910 kg (79.170 lb)
- Trọng lượng cất cánh tối đa: 39.700 kg (87.500 lb)
- Động cơ: 2x động cơ phản lực Saturn/Lyulka AL-21F-3A, công suất 75 kN và 110 kN khi đốt nhiên liệu lần 2 (16.900 lbf / 24.700 lbf)

### Hiệu suất bay
- Vận tốc cực đại: Mach 1.1, 1.340 km/h trên biển; 1.550 km/h trên độ cao thường (830 mph / 960 mph)
- Tầm bay: 2.500 km (tuần tiễu), 560 km (tấn công) (1.550 mi / 350 mi)
- Trần bay: 11.000 m (36.100 ft)
- Vận tốc lên cao: 150 m/s (29.500 ft/min)
- Lực nâng của cánh: 651 kg/m² (133 lb/ft²)
- Lực đẩy/trọng lượng: 0.62

### Vũ khí
- 1x pháo 23 mm GSh-6-23 500 viên đạn
- 9 giá treo mang được 8.000 kg (17.600 lb) vũ khí, gồm 4 tên lửa điều khiển bằng sóng vô tuyến Kh-23 (AS-7 'Kerry'), 4 tên lửa điều khiển bằng laser Kh-25ML (AS-10 'Karen'), 2 Kh-28 (AS-9 'Kyle'), Raduga Kh-58 (AS-11 'Kilter'), hoặc tên lửa chống bức xạ Raduga Kh-31P; 3 tên lửa dẫn đường bằng laser/TV Kh-29L/T (AS-14 'Kedge'); 2 tên lửa TV Kh-59, hoặc bom điều khiển TV/laser KAB-500KR và KAB-500L
- Rocket S-5 55 mm, Rocket S-8 80 mm hoặc Rocket S-13 120 mm.
- Các vũ khí khác gồm bom thông dụng, gun pod, và vũ khí hạt nhân chiến thuật.
- 2 tên lửa không đối không R-60 (AA-8 'Aphid') để phòng không, máy bay nâng cấp có thể mang R-73 (AA-11 'Archer').

## Máy bay có tính năng tương đương
- F-111 Aardvark
- BAC TSR-2
- Tornado IDS
- Dassault Mirage 2000
- Xian JH-7